# 上村盛治
上村 盛治（うえむら せいじ、1885年〈明治18年〉5月1日 - 1946年〈昭和21年〉4月9日）は、日本の政治家。尼崎市長（官選第2代）。

## 略歴・人物
兵庫県川辺郡立花村大字東難波の大地主の家に生まれる。父は1883年（明治16年）から1903年まで県会議員を務めた上村文三郎（立憲改進党）。
明治大学（旧制大学）法学部卒業、大阪新報（のちに都新聞と合併）記者や立花村会、尼崎市会、兵庫県会の議員を経て、1922年（大正11年）6月23日、尼崎市長に就任。全国で最年少市長だった。1928年（昭和3年）1月22日まで務めた。

### 県立尼崎高校の生みの親
任期中に、尼崎市への県立中学校（旧制）設置の要望が高まったため、1916年（大正5年）に県に陳情したが財政難を理由に拒否されたため、上村が中心となり市立で中学校を建設する市民運動を始めた。市内で運送業を営む佐古寛一（のちの日本通運取締役）らが「芝居」を興業して資金も調達、市民ら649名の寄付をもとに1923年、待望の尼崎市立尼崎中学校が創立した（現・兵庫県立尼崎高等学校）。

### 但馬棄民発言
上村は1918年の北但大水害に際して県会で、復旧・復興に費用を投じるのは徒労なので被災者を「朝鮮若くは北海道に」移住させる方がよいという旨の提案をした。